# Аліна Пенковська
Аліна Барбара Пенковська (пол. Alina Barbara Pienkowska; 12 січня 1952, Гданськ — 17 жовтня 2002, Гданськ) — польська медсестра, дисидентка, профспілковий і політичний діяч. Учасниця гданського страйку серпня 1980 року, активістка руху «Солідарність», керівник профспілкового відділу охорони здоров'я. У 1991—1993 роках — сенатор від ліберальних партій. Дружина Богдана Борусевича.

## Медсестра у серпні
Народилася у сім'ї робітника Гданської корабельні імені Леніна, учасника протестів 1970—1971 років. Працювала медсестрою на корабельні. Брала активну участь у створенні діяльності Вільних профспілок Узбережжя. Писала у нелегальному профспілковому бюлетені «Robotnik Wybrzeża» статті про травматизм на підприємстві.
14 серпня 1980 року на Гданській корабельні почався страйк протесту на підтримку звільнених Анни Валентинович і Леха Валенси. Адміністрація блокувала всі лінії зв'язку, крім телефону в клініці. Аліна Пенковська організувала з цього номера контакт страйкарів із зовнішнім світом (перший дзвінок здійснили Яцеку Куроню). Брала участь у напрацюванні 21 вимоги, які лягли в основу Гданських угод Міжзаводського страйкового комітету з урядом ПНР, та у переговорах лідерів страйку з делегацією віцепрем'єра ПНР Мечислава Ягельського. Наполягала на включенні пункту 16: «Поліпшення умов праці у сфері охорони здоров'я задля забезпечення якісної медичної допомоги».

## «Порятунок страйку»
16 серпня 1980 року, у день створення страйкового комітету, Лех Валенса, який очолив його, оголосив про закінчення страйку. Радикальні активісти — Анджей Гвязда, Йоанна Гвязда, Ганна Валентининович, Хенріка Кшивонос, Аліна Пенковська, Богдан Лис, Мариля Плонська — виступали за продовження протестів. Пенковська виступила перед робітниками із закликом залишатися на корабельні й продовжувати окупаційний страйк, поки влада не виконає вимог усіх підприємств, охоплених страйком. Дії Аліни Пенковської згодом назвали порятунком страйку.
Це призвело до серйозного конфлікту з Валенсою. Пенковська звинуватила Валенсу у зраді. Однак на неї вплинув Куронь, схиливши до більш стриманої позиції. Куронь і Валенса вважали, що продовження конфронтації робітників із владою загрожує повторенням грудневих подій 1970 року і навіть радянською інтервенцією.

## Медик «Солідарності»
Аліна Пенковська була активісткою «Солідарності», очолювала у Гданську профспілковий відділ охорони здоров'я та систему пунктів медичної допомоги, організовану «Солідарністю». Брала участь у переговорах із владою з питань охорони здоров'я.
У період воєнного стану була інтернована, потім брала участь у підпільних структурах профспілки. У грудні 1984 року одружилася з Богданом Борусевичем. Від шлюбу мала двох дітей, сина Себастьяна та доньку Кінгу.

## Сенатор з корабельні
Після зміни суспільно-політичного ладу на початку 1990-х років Аліна Пенковська разом із чоловіком вступила до ліберальних партій Демократична унія та Унія Свободи Тадеуша Мазовецького. У 1991 була обрана в сенат Польщі. У 1998—2002 роках — депутат міської ради Гданська. Брала активну участь у міській політиці, особливу увагу приділяла медичному забезпеченню Гданської корабельні.
|                | Аліна Пенковська була глибоко переконана, що коли вона сама з корабельні, то їй треба до кінця триматися цієї корабельні. Бути там і медсестрою, і профспілковим активістом, і сенатором. |
| — Збігнєв Буяк | |

Лех Валенса говорив, що приклад Аліни Пенковської змусив його змінити колишній скептичний погляд на можливості жінок у політиці.

## Пам'ять
Аліна Пенковська померла у віці 50 років.
3 травня 2006 року Пенковська посмертно нагороджена орденом Відродження Польщі. Є почесним громадянином Гданська.
У 2003 році про Аліну Пенковську знято документальний фільм «Історія одного життя». Образ Аліни Пенковської з'явився в персонажах фільмів «Людина із заліза» (режисер Анджей Вайда) та «Страйк» (режисер Фолькер Шлендорф).